# La conjura de los necios
La conjura de los necios (A Confederacy of Dunces, en inglés) es una novela de John Kennedy Toole (1937-1969), publicada póstumamente en 1980 y ganadora del Pulitzer en 1981. La novela fue traducida al español por Ángela Pérez y José Manuel Álvarez.

## Sinopsis
Ignatius J. Reilly es un ser inadaptado y anacrónico que sueña con que el modo de vida medieval, así como su moral, reinen de nuevo en el mundo. Para ello, y con la intención de ser escuchado en un mundo en el que es, en realidad, un incomprendido, rellena de su puño y letra cientos de cuadernos en los que plasma su visión del mundo. Mientras llena estos cuadernos, los va desperdigando por su habitación, con la esperanza de ordenarlos algún día y así crear su  ambiciosa obra maestra. Mientras, la diosa Fortuna, en contra de su voluntad, lo sume en ese mundo capitalista que él mismo tanto odia y se ve obligado a someterse a lo que él considera una forma de esclavitud: el trabajo. Resignado, se compara a sí mismo con Boecio (el cual aceptó sin queja su propia ejecución) y sale a buscar un empleo. Su actividad laboral y vital es el hilo que une y da sentido a toda la obra y lo que permite conocer a otros personajes, igual de estrambóticos y entrañables que Ignatius. 
Más allá de las meras e hilarantes anécdotas que el protagonista va generando, la novela trasciende hasta convertirse, en su trasfondo, en un despiadado retrato del género humano y sus miserias, dotado de un realismo extremo. Plagada de piedad y comprensión, a la vez que de amargura y resignación, la obra esconde una dura crítica a la sociedad en la que vivimos: egoísta y, en tantísimas ocasiones, cruel. Tal y como dice Percy en el prólogo, a pesar de las carcajadas que le proporcionó la novela, no pudo dejar de sentir, al mismo tiempo, una cierta tristeza. Por un lado, debido al trasfondo dramático de la novela y, por el otro, por la tragedia del propio autor, que se suicidó con poco más de treinta años sin llegar a ver publicada su novela, su obra maestra, y que con su muerte le negó al mundo la posibilidad de seguir disfrutando de su pluma.

## Trayectoria editorial
Escrita hacia 1962, mientras cumplía el servicio militar en Puerto Rico, narra las peripecias de Ignatius J. Reilly, un personaje excéntrico en busca de trabajo para pagar una deuda, a la vez que se embarca en una serie de estrambóticas aventuras con el objetivo de rivalizar con su amiga Myrna Minkoff en el terreno de la agitación social.
John Kennedy Toole jamás vio publicada su obra. Al parecer, envió el original de la novela a varias editoriales; todas la rechazaron. En una, la Simon and Schuster, parece que al principio se entusiasmaron por el libro, pero la rehusaron; adujeron que no trataba de nada en concreto. Poco tiempo después, el autor decidió quitarse la vida.
Su madre, al encontrar el manuscrito años después, lo llevó a distintas editoriales. Volvieron a rechazarla en numerosas ocasiones. Empeñada en su publicación, ya que pensaba que la novela tenía una calidad notable, se puso en contacto con el escritor Walker Percy (autor entre otras de la novela El cinéfilo, con la que había tenido un considerable éxito) para que la leyera y consiguiera su publicación. Percy cuenta en el prólogo de La conjura de los necios que, al principio, receló de leerla. Pero, tras mucho insistir, aceptó hacerlo y quedó maravillado: no le parecía posible que la novela fuera tan buena.
La novela recibió el premio Pulitzer, y fue un éxito editorial, apareció en las listas de libros más vendidos en muchos países.

## Estilo y estructura
La estructura es lineal; en capítulos que se dividen en subcapítulos.
La obra está narrada en su mayor parte en tercera persona; escrita con estilo irónico. Alterna escenas de distintos personajes que forman un todo común; las acciones de unos afectan de una manera u otra las vidas de los otros y viceversa. 
Algunos fragmentos están escritos en primera persona por Ignatius, y cumplen la función de completar el texto y la comprensión tanto de la historia como la de los personajes. Estos escritos de Ignatius resultan, si cabe y como poco, tan brillantes como los escritos en tercera persona. Son los escritos que caligrafía Ignatius en sus cuadernos Gran Jefe, que desperdiga por su habitación, y con los que espera algún día componer una obra magna, inmortal, que logre empujar a la humanidad de vuelta al sistema medieval.
Completan el libro la correspondencia que mantiene Ignatius con una peculiar amiga, Myrna Minkoff, la cual tiene una visión del mundo del todo distinta pero que, en cierta forma, la complementa. Así, dispersas a lo largo de la novela en diversas epístolas se manifiesta una tensa relación de amor/odio.

## Similitudes biográficas
Se ha comentado que la novela esconde una gran parte de la biografía de John Kennedy Toole, ya que refleja una parte de sus vivencias. Toole trabajó en una fábrica de ropa mientras estudiaba, conoció bien el barrio francés de Nueva Orleans, en el que alguna vez ayudó a un amigo a vender comida en un puesto ambulante, y vivió con su madre largo tiempo incluso después de haber acabado la Universidad. Además, el protagonista, Ignatius, escribía sin parar con la esperanza de crear una obra maestra que cambiase la realidad (como hacía el autor: escribir novelas). Por todo ello, no es difícil pensar que Ignatius J. Reilly era una caricatura del propio autor.

## Legado e influencia
En varias ocasiones se ha tratado de llevar a la gran pantalla, pero por diferentes motivos esas intenciones han fracasado.
El cómic humorístico Silvio José, el buen parásito (2005), estaría muy influenciado por esta novela, según confesión de su propio autor (Paco Alcázar).
El dramaturgo español Fernando Arrabal homenajeó a la novela en su obra "Tormentos y delicias de la carne".
El cómico canario Juan Ignacio Delgado Alemany tomó su alter ego, Ignatius Farray, del nombre del protagonista de la novela.
El 9 de julio de 2015 tuvo lugar en Casa del Lector el Ignatius Day, una jornada para que los lectores de La conjura de los necios compartieran su entusiasmo por esta novela y su protagonista Ignatius J. Reilly.